# Bitwa pod Maipú
Bitwa pod Maipú – starcie zbrojne, które miało miejsce w trakcie walk o niepodległość Ameryki Łacińskiej. Przypieczętowała niepodległość Chile i umożliwiła dalszy marsz wojsk San Martína w kierunku Peru. Rozegrała się 5 kwietnia 1818 roku w pobliżu Santiago nad rzeką Maipú. Uczestniczyły w niej po stronie rebeliantów: Armia Patriotów (zalążek Sił Zbrojnych Chile) i Armia Andów dowodzone przez José de San Martína, po stronie hiszpańskiej zaś wojska dowodzone przez Mariano Osorio. Zakończyła się zwycięstwem wojsk rebeliantów.
Po zwycięskiej bitwie pod Chacabuco generał José de San Martin na czele 3,2 tys. żołnierzy i 22 dział ruszył w rejon rzeki Maipú, gdzie stacjonowały oddziały rojalistów hiszpańskich pod wodzą brygadiera Mariano Osorio (3 700 ludzi). Powstańcy uderzyli na przeciwnika na prawym skrzydle, zostali jednak odparci ogniem artylerii hiszpańskiej. Hiszpanie przypuścili w odpowiedzi kontratak, zatrzymany przez kawalerzystów chilijskich. Tymczasem na lewej flance Hiszpanie odparli atak powstańców i przeszli do kontrataku. Dopiero rzucenie do walki rezerw powstrzymało atak hiszpański. W wyniku gwałtownego ostrzału artylerii powstańczej, Hiszpanie rzucili się do ucieczki, tracąc wszystkie działa. Miejsce brygadiera Osario, który zbiegł z pola bitwy zajął płk José Ordóñez, który bronił się w centrum, szybko zmuszony został jednak do odwrotu w wyniku ostrzału artylerii. Hiszpanie stracili 1 tys. zabitych i rannych, oraz 2,2 tys. jeńców, wojska chilijskie utraciły ok. 1 tys. ludzi.